# 亚历山大·维诺格拉多夫
亚历山大·帕夫洛维奇·维诺格拉多夫（俄语：Александр Павлович Виноградов，1895年8月21日—1975年11月16日），苏联地球化学家，苏联科学院院士（1953年），社会主义劳动英雄（1949年，1975年）。
1928年起，他在苏联科学院生物地球化学问题实验室担任助理教授。
他是苏联科学院韦尔纳茨基地球化学和分析化学研究所的主任。 

## 荣誉
月球近地侧的维诺格拉多夫山以他的名字命名。 火星上的维诺格拉多夫撞击坑也以他的名字命名。